# Claudia Rossi (navigatrice)
Pour l’article homonyme, voir Claudia Rossi pour l’actrice pornographique slovaque.
Claudia Rossi est une navigatrice italienne. Elle a remporté l’or lors des championnats du monde de course au large en double mixte en 2021 avec Pietro d’Ali.

## Palmarès
- 2016 :  des championnats d’Europe de J/70[2]
- 2018 :  des championnats d’Italie de J/70[3]
- 2020 : 4e des championnats d’Europe de course au large en double mixte avec Mattéo Mason[4]
- 2021 :  des championnats du monde de course au large en double mixte avec Pietro d’Ali